# Kultuurkapitali kirjanduspreemia
Als Literaturpreis der Stiftung Eesti Kultuurkapital (estnisch Eesti Kultuurkapitali kirjanduspreemia) wurden und werden verschiedene jährlich von der staatlichen estnischen Stiftung Eesti Kultuurkapital verliehene Preise bezeichnet. Zu unterscheiden ist zwischen zwei Preisniveaus:

## Jahrespreis
Der Jahrespreis wird in verschiedenen Kultursparten vergeben, von denen eine den literarischen Bereich abdeckt. Er belief sich 2016 auf 7.000 €, der Preisträger bzw. die Preisträgerin wird vom Stiftungsrat auf Vorschlag der Kommission für Literatur gewählt.

### Preisträger seit 1995
- 1995: Karl Muru, Endel Priidel
- 1996: Aarne Vinkel
- 1997: Jaan Kaplinski
- 1998: Jaan Kross
- 1999: Ilmar Talve
- 2000: Jaan Kaplinski
- 2001: Ene Mihkelson
- 2002: Aleksander Suuman
- 2003: Toomas Liiv
- 2004: Krista Aru
- 2005: Paul-Eerik Rummo
- 2006: Mati Sirkel
- 2007: Kristi Viiding, Jana Orion, Janika Päll
- 2008: Mari Tarand
- 2009: Hendrik Lindepuu
- 2010: Mats Traat
- 2011: Indrek Hargla
- 2012: Aino Pervik
- 2013: Andrus Kivirähk
- 2014: Hasso Krull
- 2015: Ilmar Trull
- 2016: Jaan Undusk

## Genrepreis
Der Genrepreis (estnisch: Kirjanduse sihtkapitali aastapreemia) wird derzeit in zehn Subkategorien verliehen und belief sich 2016 auf 5.000 €. Die folgenden Kategorien sind vertreten:
- Prosa
- Lyrik
- Kinderliteratur
- Drama
- Essayistik
- Übersetzung ins Estnische
- Übersetzung aus dem Estnischen in eine Fremdsprache
- Artikel, Kritik
- Russischsprachige Literatur
- Freie Kategorie

### Geschichte
Der Preis hat seit 1995 seinen heutigen Namen. Er wurde im Februar 1970 vom Schriftstellerverband der Estnischen SSR ins Leben gerufen. Von 1972 bis 1989 trug der Preis den Namen „Juhan Smuul Preis für Literatur“ (Juhan Smuuli nimeline kirjanduse aastapreemia). Er war nach dem Schriftsteller Juhan Smuul (1922–1971) benannt.
Der Preis wurde damals in den Kategorien Belletristik, Lyrik, Drama, Kinder- und Jugendliteratur, Essayistik sowie literarische Übersetzung vom und ins Estnische verliehen. Daneben gab es einen Preis für einen russischsprachigen Autor. Von 1990 bis 1992 wurde er als „Jahrespreis Literatur des Estnischen Schriftstellerverbands“ (Eesti Kirjanike Liidu aastapreemia) verliehen. 1993 und 1994 gab es keine Preisträger.

### Preisträger seit 1995
- 1995 Emil Tode (Prosa), Ene Mihkelson (Lyrik), Edgar Valter (Kinder), Madis Kõiv (Drama), Mati Unt (Kritik), Kalle Kasemaa (Übersetzung), Juhani Salokannel (Übersetzung aus dem Estnischen)[2]

- 1996 Andrus Kivirähk, Tõnu Õnnepalu (Prosa), Jaan Kaplinski (Lyrik), Peeter Ernits (Kinder), Astrid Reinla (Drama), Jaak Rähesoo (Kritik), Udo Uibo (Übersetzung), Horst Bernhardt (Übersetzung aus dem Estnischen)

- 1997 Ülo Mattheus, Jüri Ehlvest (Prosa), Andres Ehin (Lyrik), Tiia Toomet (Kinder), Jaan Undusk (Kritik), Kristiina Kross (Übersetzung), Marianne Vogel, Cornelius Hasselblatt (Übersetzung aus dem Estnischen)

- 1998 Toomas Vint (Prosa), Kalju Lepik (Lyrik), Leelo Tungal, Karel Korp (Kinder), Ilmar Laaban, Hasso Krull (Kritik), Maie-Merike Pau (Übersetzung), Olga Nael (Übersetzung aus dem Estnischen)

- 1999 Kaur Kender, Olev Remsu (Prosa), Kalev Kesküla (Lyrik), Ilmar Trull (Kinder), Madis Kõiv (Drama), Jaan Undusk (Essayistik), Kristiina Ross (Übersetzung), Guntars Godinš (Übersetzung aus dem Estnischen)

- 2000 Jaan Kaplinski, Mari Saat (Prosa), Ellen Niit (Kinder), Jaan Undusk (Drama), Mihkel Mutt (Essayistik), Paul-Eerik Rummo (Übersetzung), Svetlan Semenenko, Elviira Mihhailova (Übersetzung aus dem Estnischen)

- 2001 Andrus Kivirähk (Prosa), Hando Runnel (Lyrik), Valeria Ränik (Kinder), Mart Kivastik (Drama), Maie Kalda (Essayistik), Krista Kaer (Übersetzung), Mai Bereczki (Übersetzung aus dem Estnischen)

- 2002 Mehis Heinsaar (Prosa), Hasso Krull (Lyrik), Aino Pervik (Kinder), Jaan Kruusvall (Drama), Jahn Puhvel (Essayistik), Toomas Haug (Artikelpreis, erstmalig), Larissa Vanejeva (russischsprachige Literatur, erstmalig), Udo Uibo (Übersetzung), Guntars Godinš (Übersetzung aus dem Estnischen)

- 2003 Jüri Ehlvest (Prosa), Karl Martin Sinijärv (Lyrik), Heino Kiik (Kinder), Vaino Vahing (Drama), Peeter Mudist (Essayistik), Tõnu Õnnepalu (Artikelpreis), Mihhail Veller (russischsprachige Literatur), Mati Sirkel (Übersetzung), Antoine Chalvin (Übersetzung aus dem Estnischen)

- 2004 Nikolai Baturin (Prosa), Asko Künnap (Lyrik), Katrin Reimus (Kinder), Mati Unt (Drama), Toomas Raudam (Essayistik), Arne Merilai (Artikelpreis), Marina Tervonen (russischsprachige Literatur), Jaak Rähesoo (Übersetzung), Eric Dickens (Übersetzung aus dem Estnischen)

- 2005 Rein Raud (Prosa), fs (Lyrik), Jaan Rannap (Kinder), Mart Kivastik (Drama), Toomas Haug (Essayistik), Lauri Sommer (Artikelpreis), Boris Tuch (russischsprachige Literatur), Harald Rajamets (Übersetzung), Ilmar Talve (Freie Kategorie, erstmalig), Antoine Chalvin (Übersetzung aus dem Estnischen)

- 2006 Kristiina Ehin, Jürgen Rooste (Lyrik), Piret Raud (Kinder), Merle Karusoo (Drama), Madis Kõiv (Essayistik), Aare Pilv (Artikelpreis), Gohar Markosjan-Käsper, Svetlan Semenenko (russischsprachige Literatur), Anu Saluäär (Übersetzung), Käbi Laretei (Freie Kategorie), Heili Einasto, Lembi Loigu, Veronika Kivisilla, Risto Järv (Übersetzung aus dem Estnischen)

- 2007 Mats Traat (Prosa), Indrek Ryytle (Lyrik), Peeter Sauter (Kinder), Jim Ashilevi (Drama), Hasso Krull (Essayistik), Toomas Haug (Artikelpreis), Jelena Skulskaja, Aleksandr Uris (russischsprachige Literatur), Kalle Kasemaa (Übersetzung), Cornelius Hasselblatt (Freie Kategorie), Eric Dickens (Übersetzung aus dem Estnischen)

- 2008 Ene Mihkelson (Prosa), Sven Kivisildnik (Lyrik), Ilmar Trull (Kinder), Andrus Kivirähk (Drama), Tõnu Õnnepalu (Essayistik), August Eelmäe (Artikelpreis), P.I. Filimonov (russischsprachige Literatur), Ly Seppel (Übersetzung), Mehis Heinsaar (Freie Kategorie), Enel Melberg (Übersetzung aus dem Estnischen)

- 2009 Mari Saat (Prosa), Maarja Kangro (Lyrik), Piret Raud (Kinder), Peeter Sauter (Drama), Hellar Grabbi (Essayistik), Aivar Põldmäe (Artikelpreis), Tatjana Kašneva, Josef Kats (russischsprachige Literatur), Kersti Unt (Übersetzung), Margus Laidre (Freie Kategorie), Irja Grönholm (Übersetzung aus dem Estnischen)

- 2010 Kalev Kesküla (Prosa), Hasso Krull (Lyrik), Mika Keränen (Kinder), Jaan Kaplinski (Essayistik), Marja Lepajõe (Artikelpreis), Andrej Iwanow, Nikolai Karajev (russischsprachige Literatur), Piret Saluri (Übersetzung), Jaan Undusk (Freie Kategorie), Jean Pascal Ollivry (Übersetzung aus dem Estnischen)

- 2011 Maarja Kangro (Prosa), Indrek Koff (Lyrik), Kristiina Kass (Kinder), Urmas Vadi (Drama), Toomas Haug (Essayistik), Mart Velsker (Artikelpreis), Sergei Issakov (russischsprachige Literatur), Amar Annus (Übersetzung), Lauri Sommer (Freie Kategorie), Ilmar Lehtpere (Übersetzung aus dem Estnischen)

- 2012 Olle Lauli (Prosa), Kalju Kruusa (Lyrik), Ilmar Toomusk (Kinder), Jaan Kruusvall (Drama), Tõnu Õnnepalu (Essayistik), Ljubov Kisseljova (Artikelpreis), Andrej Iwanow, Nil Nerlin (russischsprachige Literatur), Leena Tomasberg (Übersetzung), Andrei Hvostov (Freie Kategorie), Maima Grinberga (Übersetzung aus dem Estnischen)

- 2013 Rein Raud (Prosa), Jürgen Rooste (Lyrik), Jaanus Vaiksoo (Kinder), Martin Algus (Drama), Marek Tamm (Essayistik), Tiit Hennoste (Artikelpreis), Gohor Markosjan-Käsper (russischsprachige Literatur), Märt Väljataga (Übersetzung), Lauri Sommer (Freie Kategorie), Jouko Vanhanen (Übersetzung aus dem Estnischen)

- 2014 Andrus Kivirähk (Prosa), Triin Soomets (Lyrik), Anti Saar (Kinder), Mart Aas (Drama), Ilmar Vene (Essayistik), Katre Talviste (Artikelpreis), Andrej Iwanow, Igor Kotjuh (russischsprachige Literatur), Veronika Einberg (Übersetzung), Valdur Mikita (Freie Kategorie), Jean-Pierre Minaudier (Übersetzung aus dem Estnischen)

- 2015 Jan Kaus (Prosa), Kaur Riismaa (Lyrik), Contra (Kinder), Tõnu Õnnepalu (Drama), Mihkel Mutt (Essayistik), Leo Luks (Artikelpreis), Jelena Skulskaja, Nadežda Katajeva-Valk (russischsprachige Literatur), Märt Läänemets (Übersetzung), Udo Uibo (Freie Kategorie), Krisztina Lengyel Tóth (Übersetzung aus dem Estnischen)

- 2016 Paavo Matsin (Prosa), Vahur Afanasjev (Lyrik), Piret Raud (Kinder), Urmas Lennuk (Drama), Anne Lange (Essayistik), Vello Paatsi, Kristi Paatsi (Artikelpreis), Andrej Iwanow, Nil Nerlin (russischsprachige Literatur), Lauri Eesmaa (Übersetzung), Margus Ott (Freie Kategorie), Hannu Oittinen (Übersetzung aus dem Estnischen)

- 2017 Mait Vaik (Prosa), Vladislav Koržets (Lyrik), Aino Pervik (Kinder), Paul-Eerik Rummo (Drama), Hasso Krull (Essayistik) + (Artikelpreis), Aurika Maimre, Ljudmilla Kazarjan (russischsprachige Literatur), Riina Jesmin (Übersetzung), Tõnis Tootsen (Freie Kategorie), Merike Lepasaar Beecher (Übersetzung aus dem Estnischen)

- 2018 Vahur Afanasjev (Prosa), Aare Pilv (Lyrik), Leelo Tungal (Kinder), Siret Campbell (Drama), Tõnu Õnnepalu (Essayistik), Arne Merilai (Artikelpreis), Aurika Maimre, Jelena Skulskaja, Jaan Kaplinski (russischsprachige Literatur), Olavi Teppan (Übersetzung), Elin Toona (Freie Kategorie), Danute Sirijos-Giraite (Übersetzung aus dem Estnischen)

- 2019 Martin Algus (Prosa), Eda Ahi (Lyrik), Andrus Kivirähk (Kinder), Jim Ashilevi (Drama), Luule Epner (Essayistik) + (Artikelpreis), Andrej Iwanow, Pavel Varunin (russischsprachige Literatur), Triinu Pakk (Übersetzung), Eeva Park (Freie Kategorie), Miriam McIlfatrick-Ksenofontov (Übersetzung aus dem Estnischen)